# 荘民
荘民（しょうみん）とは、公領内の住民である公民に対して荘園内の住民を指す。一般的には百姓名主や在家住人を指すが、後世には荘民から排除されていた一色田や散田の作人や所従・下人なども含まれる例も現れる。

## 概要
初期荘園においては、荘園領主直属の奴婢や他郷から流入してきた浮浪を例外として荘民は存在しなかった。当時の耕作者は荘園外の公領に住む公民か荘園内に住居を持っていても戸籍に登録されている本貫は公領であるのが普通であった。彼らは寄人として耕作にあたっており（寄作）、荘園そのものとのつながりは希薄であった。このため、領主は浮浪に種子や生活物資を与えて定住化させて安定した耕作者を確保しようとした。
荘園制の発達と公地公民制の解体の過程で荘園領主は自己の政治力を背景として国役や臨時雑役などを免除させることで寄作者を自己の荘園内に移住させて荘園内に取り込もうとした（名体制の成立）。荘園公領制が成立する12世紀には耕作者が公領・荘園のいずれを耕していようとも公領居住者は公民、荘園居住者は荘民であるとする原則、そして国司は公民には令制の賦役はかけられるが荘民にはそれができないという原則が確立されていた（大治4年12月3日明法家勘文）。「荘民」という呼称が用いられるようになるのもこの時期のことである。当時の荘園は名田を有する百姓名主や在家住人とそれ以外の作人・小百姓・所従・下人などの2階層に分かれていた。前者は荘園住民のうちの上級層にあたり、年貢納入の義務を負う代わりに作人・小百姓らを動員して荘園内の円滑な耕作を行い、更に有力者には荘官の職に補任されることもあった。本来、「荘民」とはこうした上級層の住民のみを指していた。「荘民」には、年貢や公事及び労役作業などが課された。一方、作人や小百姓は一色田や散田など年貢の一部のみの納入で許されたが、1年ごとの更新制が普通で百姓名主や在家住人よりも土地その他に対する権利保障が無く、職が与えられることも無かった。所従・下人に至っては荘園領主や荘官、上級層の住民らに従属していた。更に流動的な住民である非人・乞食などはそれよりも下位に位置しており、被差別身分にあった。だが、荘園公領制が解体する14世紀に入ると、生産力の上昇や農民層の抵抗、更に荘園内部でも上級層の没落と下級層の上昇などが発生し、更にその中で上位の者は領主や地侍としての地位を獲得して荘園領主の支配から脱却したり、荘園内外にて独自の経営地及び独自の小作関係の形成を行うようになる。反対に下位の者は地下百姓に転落していくなど、所従・下人身分までを巻き込んだ荘民身分の再編成が始まるようになった。やがて、所従・下人をも含めた荘民は新たな農民集団を形成して荘園領主や外部と対峙する様になり、「惣」と呼ばれる独自の自治組織を形成する。この段階になると、「荘民」という言葉は用いられなくなり、自然に消滅していくことになる。